# 掘立柱建物

青森県青森市の三内丸山遺跡の掘立柱建物（復元）

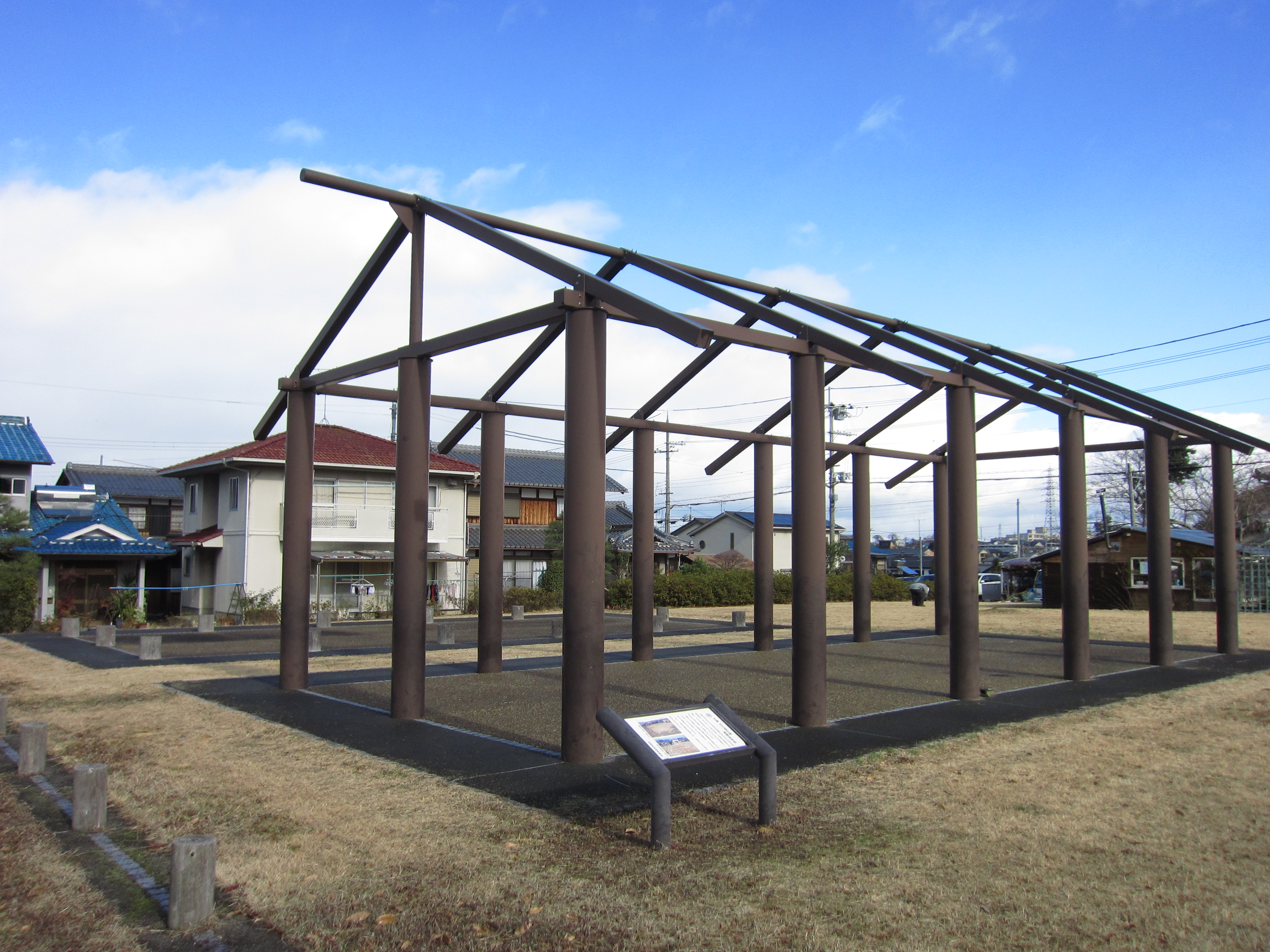
滋賀県大津市の近江国庁跡の掘立柱建物跡（柱のみ復元）

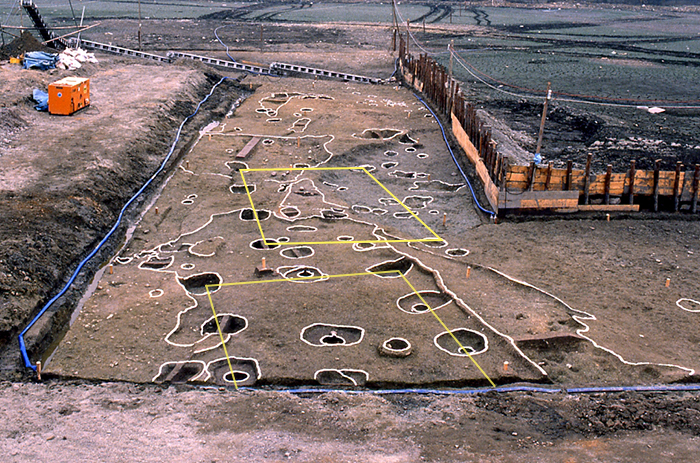
大阪府松原市の河合遺跡における掘立柱建物跡柱穴列の検出状況（黄色い線）

掘立柱建物（ほったてばしらたてもの/ほりたてばしらたてもの）は、地面に穴を掘りくぼめて礎石を用いず、そのまま柱（掘立柱）を立て地面を底床とした建物。

## 概要
掘立柱建物には、土間のままの建物もあり、床の高さが数十センチメートルから1メートルくらいの木の床の建物もある。そのような建物は柱数によって大きさが異なってくる。建物の周りに立てる側柱（がわはしら）上で屋根を支持する日本列島の伝統的な建築様式で、高床建築（高床建物・揚床建物）と平屋建物（平地建物）に大別される。
なお、いわゆる竪穴建物も、掘立柱によって上屋（梁・桁、垂木など）を支える構造であるため、建築工法的には掘立柱建物と同じであるが、考古学では、主に平地建物・高床建物を指す掘立柱建物に対し、床面を地表面より低く構築する点をもって掘立柱建物とは区別されている。
民家建築としては18世紀頃まで建物の主流であったが、近世後期には一般庶民の民家にも礎石が用いられるようになり、近代以降、運輸技術の発達により石が容易に運べるようになって廃れていく｡現代では、コンクリートブロックやプレハブ建築の普及でほとんど見られなくなったが、外便所などの簡単な建物では今日でも稀に見受けられる。
考古学における遺跡の発掘調査において、遺構（考古資料）として検出される掘立柱建物跡は、通常、ある遺構検出面における柱穴（ピットとも）の規則的な配列として確認される。また、掘立建物の床が人の背を越えるほどの高さに位置し、入室に階段か梯子が必要な建物を高床建物という（高床倉庫など）。高床建築の場合は、生活の痕跡が当時の生活面に残りにくい傾向がある。

## 掘立柱建物の歴史

### 縄文時代

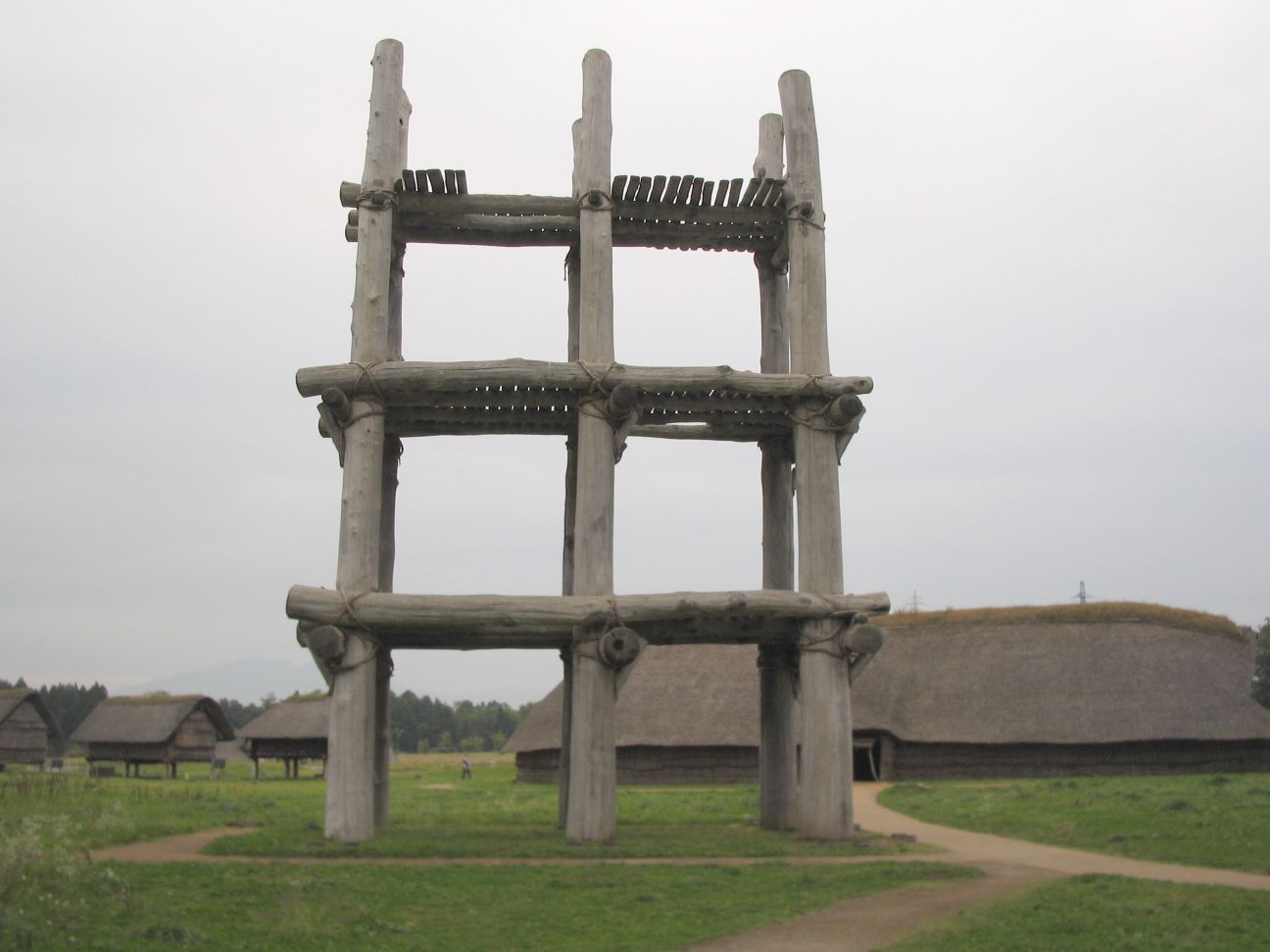
三内丸山遺跡の大型掘立柱建物（復元）

歴史的には縄文時代前期に出現し、青森県青森市の三内丸山遺跡や秋田県大館市の池内遺跡など拠点集落の中心的な建物に用いた。ことに三内丸山遺跡の巨大な木柱による六本柱の建物は有名である。柱の直径は約1メートルで、柱穴の間隔、幅、深さがそれぞれ4.2メートル、2メートル、2メートルで全て一致する。「4.2メートル間隔」の柱穴は他の縄文遺跡でも確認されており、「縄文尺」とでもいうべき共通の尺度が広汎に使用されていたのではないかと考えられるまでになった。この六本柱の建物は祭壇や見張り台のような施設ではなかったかと推定されている。
中期中葉の環状集落遺跡である岩手県紫波町西田遺跡では、広場を中心に、内側から土坑墓→掘立柱建物→竪穴建物→貯蔵穴の順に同心円状に遺構が配置される。そこでの掘立柱建物は殯（もがり）用の建物（再葬施設）ではないかとする考えがある。いずれにせよ、墓地が円環の中心を占めることから、墓に葬られた人々を祖先とする世界観のもとで日常生活が営まれたことを示唆している。西田遺跡では平面亀甲形の建物跡が検出されているが、同様の例は秋田県鹿角市の大湯環状列石および高屋館遺跡（ともに後期）からも見つかっている。
なお縄文時代の遺構として掘立柱建物が全国で初めて確認されたのは、神奈川県横浜市都筑区の港北ニュータウン遺跡群の1つである小丸遺跡における1975年（昭和50年）～1976年（昭和51年）・1982年（昭和57年）の調査とされる。

### 弥生・古墳時代

#### 弥生時代

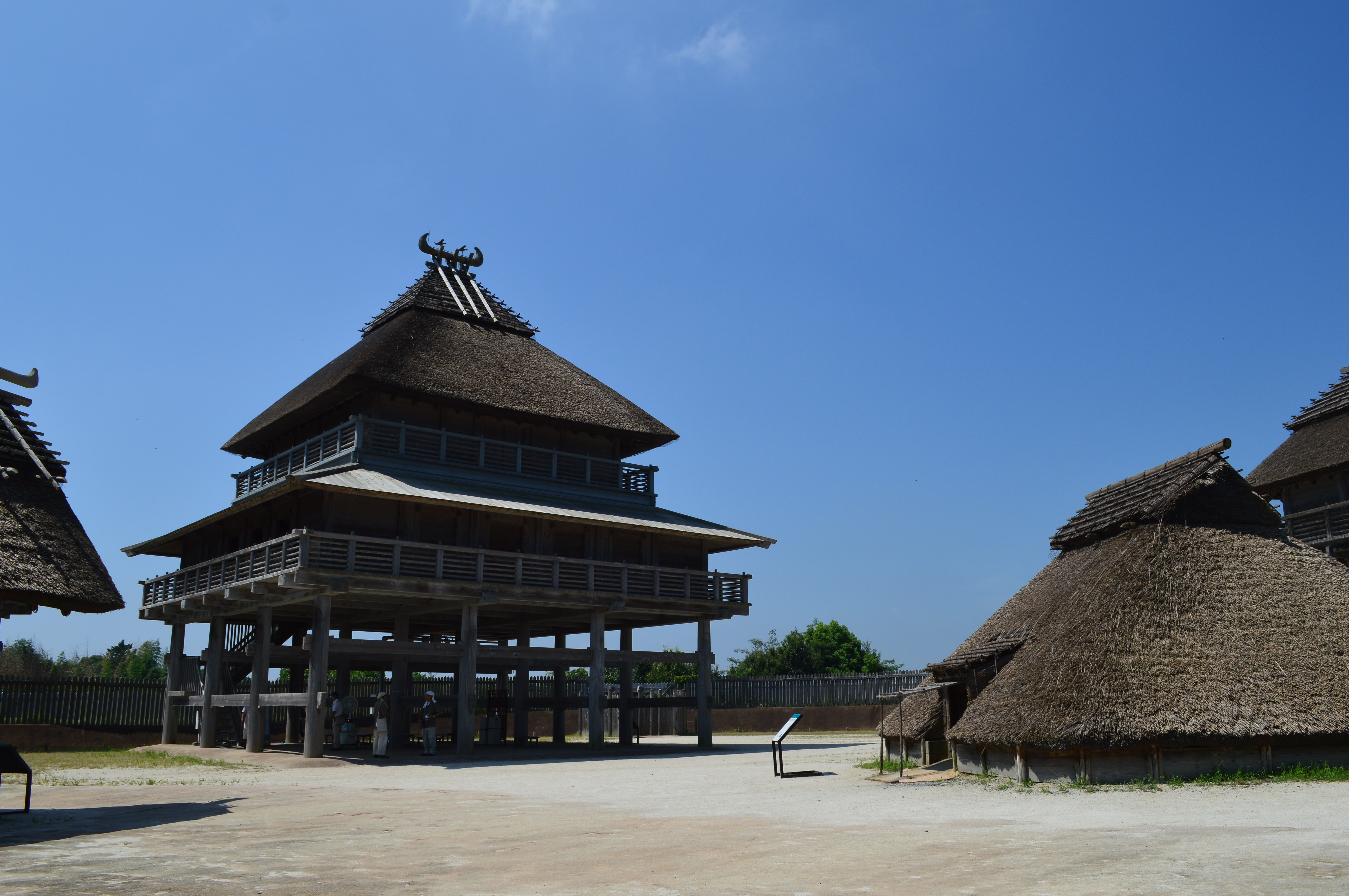
吉野ケ里遺跡北内郭の大型掘立柱高床建物（主祭殿）。

拠点集落の中心的な建物に用いる点では縄文時代と同様である。一般集落における住居は、主に竪穴建物であり、これは古代末の11世紀まで続く。
弥生時代は、『魏志倭人伝』の記録を待つまでもなく、堀（防御施設）でムラ全体を囲む環濠集落の祭祀建築（祭殿）の大型化をもたらしたことや、当時の防御性集落である高地性集落などの遺構、あるいは遺物など考古資料の面でも戦争の多い時代だったことが知られる。
稲作農耕の本格的な進展は水利権や余剰農産物をめぐる争いを招いたものと思われるが、そうした時代状況を反映して、この時期の掘立柱建物には軍事的性格を帯びる建物や倉庫的使用のなされた建物（高床倉庫・高床住居など）が増加したものとみられる。
通常、発掘調査における掘立柱建物跡の遺構検出では上屋部分が残存しないため、上屋の構造がどのようなものであったか推定が難しいが、平地床（平地建物）や、揚床（あげゆか）または高床（高床建物）のものが存在していたと考えられており、柱の根入れ（地中に埋め込まれた部分）の深さが深いほど、高床建物であった可能性が高いと考えられている。また高床建物には、高床倉庫にみられるような、床上に壁をもつもののほか、床上に壁を持たず、直接屋根が立ち上がる屋根倉（やねぐら）形態のものが存在したと推定されている。
外観がより視覚的な根拠を基に復元された著名なものとしては、奈良県磯城郡田原本町の唐古・鍵遺跡出土の土器に描かれた多層式楼閣がある。これは偶然絵に描かれていたからこそ、同様の建物が存在しただろうという推定が可能となる。
佐賀県神埼郡の吉野ヶ里遺跡の掘立柱建物跡もその立地などから考慮して物見櫓であることが確実視され、今日では遺跡公園内に復元されている。なお、吉野ケ里集落の中枢部である北内郭の「主祭殿」は、当時最新の建築である総柱（そうばしら）の高床建築の掘立柱建物として復元されている。

#### 古墳時代

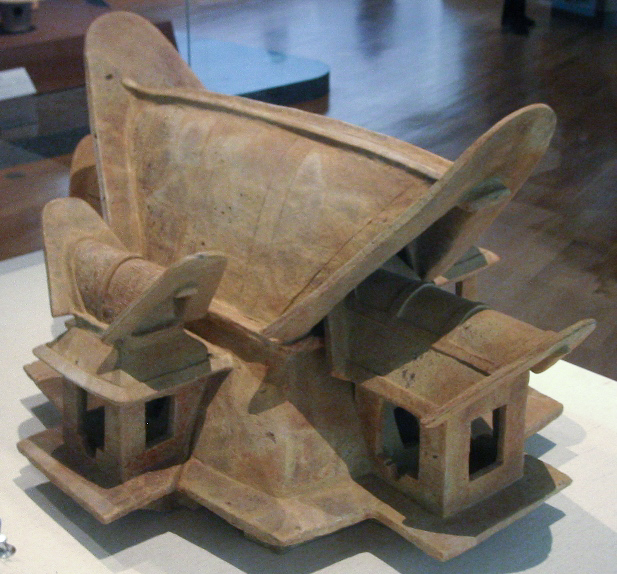
家形埴輪。堅魚木を乗せた入母屋造である。

古墳時代に入ると、クニとしてのまとまりと豪族相互の序列ができあがってきて、戦争は激減し、集落における軍事的要素は薄まるが、一方で建物が豪族の威容を示すものとして積極的に利用されたことはむしろ増加したと考えられる。いわゆる豪族居館とよばれる遺構がそれであり、群馬県高崎市の三ツ寺Ⅰ遺跡・北谷遺跡の調査例などが知られる。ここでは居住空間（私的空間）と祭祀の場もしくは首長による政治の場（公的空間）とがきちんと区画されていたことが確認されており、また、3キロメートル離れた両遺跡が規模・形状ともにまるで同じ設計図をもとに構築されたかのように酷似していることは特に注目に値する。なお、埼玉古墳群（埼玉県行田市）などから発見された家形埴輪には鰹木（かつおぎ）を乗せた入母屋造の家、寄棟造の家、円柱表現の高床倉庫などがあり、上屋構造を推定するうえで大きな手がかりとなっている。
また、同時代の掘立柱建物の事例として、総柱建物が弥生時代以上に増加する。これらの多くは大型の高床倉庫であったと見られ、古墳時代中期（5世紀）の和歌山県和歌山市・鳴滝遺跡や大阪府大阪市・法円坂遺跡で検出されている。

### 古代

#### 掘立柱建物と礎石・土台建物

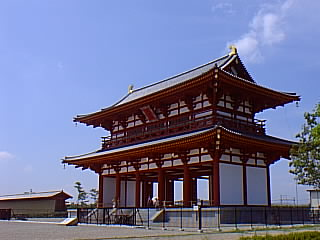
平城京 朱雀門（復元）

飛鳥時代以降も一般集落では竪穴建物が多いことは変わらないが、住居としては6世紀末以後から宮殿・官衙・都城建築として掘立柱建物が採用され、平安時代末以後は竪穴建物に代わって一般集落の住居建築の主流となって近世に至る。
一方、瓦葺（かわらぶき）の礎石建物は6世紀末以後の寺院・国衙の中心的な建物に採用され、住居建築としては宮殿や高級貴族の邸宅にみられるが、それも客殿など表向きの建物のみで、住居としては伝統的な掘立柱建物が主流であった。平城京跡（奈良県奈良市）では、宮城の門、大極殿、朝堂院、役所、寺院などが瓦葺の礎石建物で、柱はベンガラで朱色に塗られ、壁は白色の漆喰で、たいへん色鮮やかなものであったろうと推定される。それに対し、内裏をはじめ多くの貴族の邸宅は掘立柱建物であった。掘立柱建物の屋根はおおむね板葺または檜皮葺（ひわだぶき）で、柱は白木（しらき）が多かったとみられる。土台建ての建物は礎石建物と同時に大陸から移入され、発掘遺構としては痕跡をとどめにくい形式のため数は決して多くないが、官衙や宮殿建築には遺構例がある。なお、現存する世界最古の木造建築である法隆寺金堂・五重塔（奈良県斑鳩町）にも礎石が用いられている。ただし、五重塔の心柱は掘立柱である。
特殊な事例としては、礎石と掘立柱を併用する基礎形式を採用した例がある。これは、島根県松江市の国の史跡出雲国府跡、平城京跡、長岡京跡（京都府向日市・長岡京市）などにみられる。

#### 日本列島で掘立柱建物がつくられ続けた理由

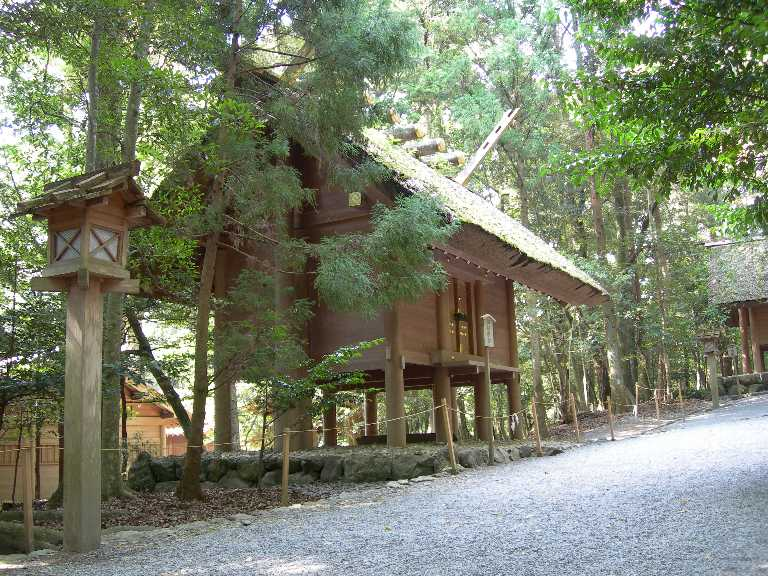
皇大神宮所管社 御稲御倉

中国大陸や朝鮮半島では早くから礎石建物・土台建物が住居建築においても普及していたにもかかわらず、日本列島では移入されてのちも限られた建物にしか用いられなかった。その理由として次の2点が指摘されている。
1. 自然災害の多い気候 - 律令時代の寺院・宮殿・官衙などの礎石建物は礎石上に柱を固定させずに据え置くため、柱径を太くして瓦屋根の重みで建物全体を安定させる必要があり、また、柱上の屋根との接点に複雑な組物をおいて地震や台風の横力を分散させる柔構造の建築である。それに対して掘立柱建物は柱の足元を地中に固定し、柱上に直接桁を置き、草・板・樹皮で葺いた軽い屋根を載せる剛構造であり、この構造は柱の太さに関係なく地震・台風にある程度耐えることができ、建築費が安上がりで技術的にも簡略な方法による大量生産が可能である。
2. 木材資源の豊かさ - 寺院などの公共的な建築には中国大陸伝来の立派で華やかな礎石建物を採用する一方、日常生活の場である住居には大陸様式ではなく、弥生時代以来の伝統的な生活スタイルを保つために、伝統的で簡素な形式の掘立柱建物を採用した。掘立柱建物の場合は災害によって倒壊しても、上記のような利点や木材調達の面から再建が礎石建物に比べてはるかに容易であったものと理解される。

なお、伊勢神宮（三重県伊勢市）の式年遷宮は20年に1回まったく同じ形での建て替えを古来より連綿と伝えてきた行事であるが、ここでは今日でも正殿は掘立柱建物の様式で建てられる。また、奈良県桜井市の大神神社は昔も今も本殿がなく三輪山自体が神体であるが、大嘗祭の時だけ建てられる正殿は、やはり黒木造の掘立柱建物である。

### 中世

#### 総柱建物の住宅の登場

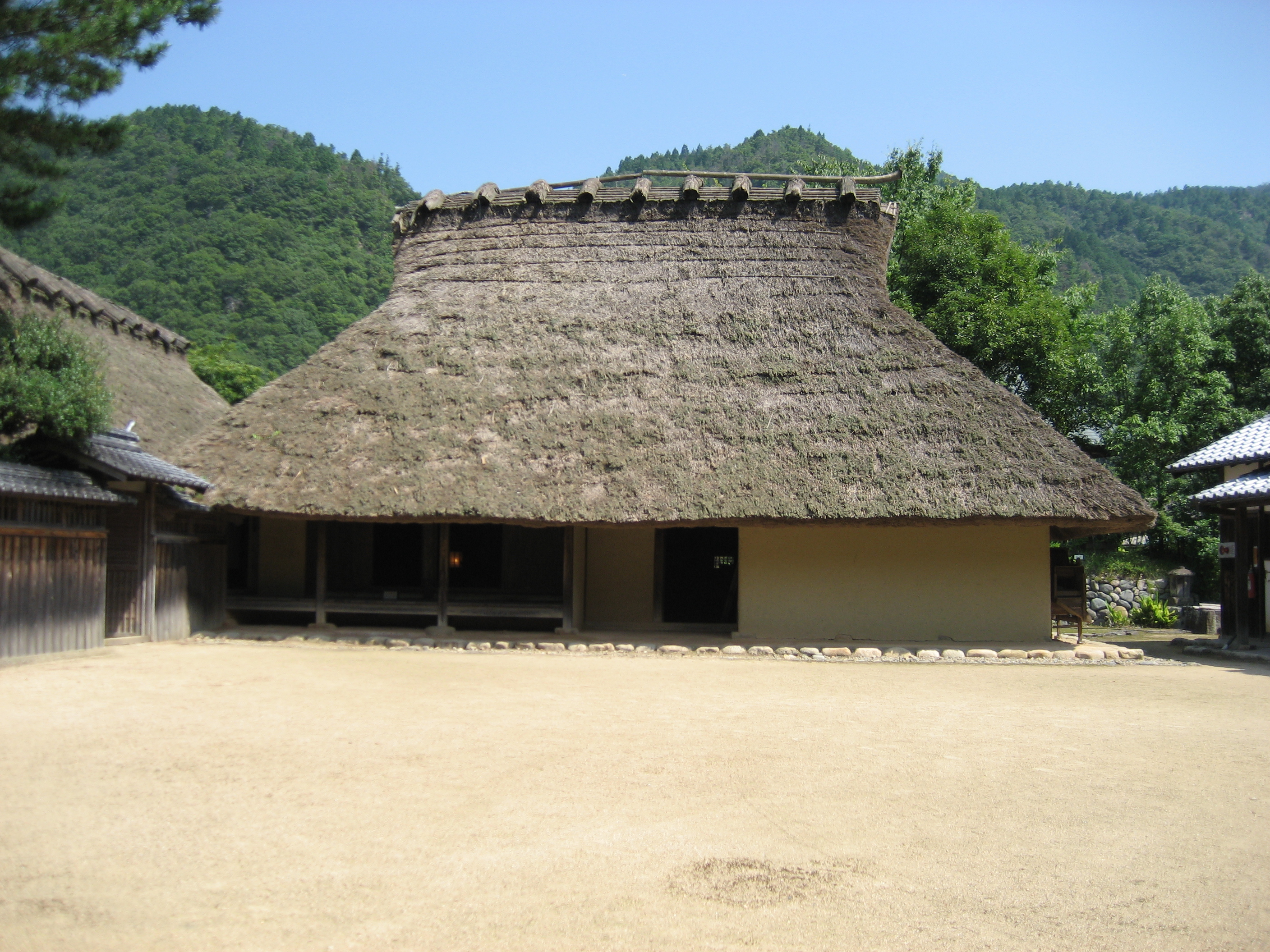
箱木家住宅（母屋）

平安時代末期以後、掘立柱建物が一般集落の住居として竪穴建物に代わって全国的に普及するが、その形式は律令時代とは異なっている。律令時代には母屋（もや、身舎）と庇（ひさし）による構造形式を持ち、内部には間仕切柱以外の柱を立てないが、中世住居の主流は柱間間隔を2メートルないし2.4メートル前後として直接10～15本の細い柱を母屋と庇の区別なく碁盤目状に立てる総柱（そうばしら）の平面となる。総柱建物自体は前述のように古代から見られるが、古代の総柱建物は主に倉庫であったと見られている。
鎌倉時代に幕府の置かれた鎌倉では、礎石建物と掘立柱建物の両遺構が検出されるが、礎石建物は格式の高い武家屋敷の主要な建物のみに限定され、ほとんどの場合が掘立柱建物である。なお、鎌倉地域では、中世竪穴建物と呼ばれる半地下式建物も多く検出される。
総柱平屋建物は当初は方眼の交点にすべて柱が立つものであったが、時代が進むにつれて屋内柱を省略する例が増加し、近世民家につながる様式となる。間取りが明確になってくるのは室町時代以後である。現存する日本最古の民家は兵庫県神戸市の「箱木千年家」（15世紀）でこの系統を引き、土間側1本、座敷側2本の柱の省略があるのみで、構造的にも総柱建物の古式を伝えるものである。
総柱平屋建物は、京都の公家層・地方の地頭層から一般集落に至る各階層の住居に普及する、当時としては全く新しい建築様式であり、また日本独自のものである。

#### 中世建物の諸形式
中世において主流をなす掘立柱建物には、上に掲げた「総柱」以外に「梁間1間型」（はりまいっけんがた）がある。
総柱建物が平屋建て住居としては摂関期発生の新形式の住宅建築であるのに対し、梁間1間型建物は高床建築あるいは平屋建築として、弥生時代より存在する在来形式の平屋建築である。西日本の拠点集落の祭壇や大形住居として使用され、一般集落における住居使用例としてはむしろ少ないが、弥生時代中期の岡山県津山市の沼E遺跡には母屋（身舎）の桁行3間、梁間1間の四周に下屋をめぐらす住居遺構があり、建築史では、この系統が中世まで引き継がれるものと考えられている。ただし、東日本における梁間1間型平屋住居は、平安時代後期から鎌倉時代にかけては総柱建物とくらべて遺構検出例が少なく、南北朝時代から室町時代にかけて関東・奥羽に普及するものと考えられる。
以上の主流形式以外に「多梁間型」・「律令型」の掘立柱建物がある。
さらにまた近年、上記に掲げたいずれにもつかないタイプの建物が古墳時代までさかのぼることが明らかになってきた。「側柱式」（がわはしらしき）と呼ぶべきもので、これは室内スペースが広く取れることから工房のような用途が考えられる。
同一集落で諸形式が混在する例もある。その場合は総柱型が母屋（おもや、主屋）で梁間1間型が附属屋となるケースが多い。岩手県花巻市の大瀬川C遺跡例がその典型である。

#### 中世建物の柱間間隔
「日本中世住居の形成と発展」（宮本、1999）によれば、中世に普及する総柱建物の特徴として、建物規模に関係なく柱間間隔は2.0メートル前後か2.4メートル前後のものが多いことが掲げられている。「2.0メートル基準」の分布域は鎌倉周辺、大阪府、滋賀県などで、「2.4メートル基準」は福井県、石川県において濃厚に分布する。その他の地方では両者混在もしくは中間的な寸法を示す。たとえば、ともに秋田県の12～14世紀の集落遺跡であるが、沖積地に立地する下タ野遺跡（秋田市）では2.0メートル基準、台地上に立地する金仏遺跡（三種町）では2.4メートル基準が採用されている。
このことは建築技術あるいは技能者集団にも2つの系統があることを示唆する。2.0メートル基準は近江や摂津・河内の地に発生して鎌倉幕府に採用されて各地に波及したものと考えられる。いっぽう2.4メートル基準は、山形県・京都府・岡山県・兵庫県にも多いことから、越前・加賀など北陸地方に発生して各地方に波及したという見方と京都を中心とする在来手法に由来するという見方がある。
いずれにせよ、室町時代には総柱建物を基本形に発展して各地方で地域的特色を持つようになり、近世民家の基礎が形成される。

### 近世以降
近世に入っても、農村集落や町屋では村役人・町役人以上の階層に礎石建物や土台建物が認められる程度で、庶民住宅には古代末以来の掘立柱建物の伝統が強く残り、庶民階級に礎石・土台建物が普及し始めるのは早くても18世紀後半ころで、幕末期以後に一般化する。
（屋根の葺材は草葺または板葺石置屋根がその後も続き、瓦屋根が普及するのは明暦3年（1657年）の明暦の大火以後のことで、それも町屋に限られる。）
近代に入ると船や鉄道により石材の輸送も便利となり、煉瓦やコンクリートの使用も始まって、土台を造ることが一般的になり、掘立柱建物はほぼ姿を消していった。
博覧会など仮設の施設では、昭和戦前期まで掘立柱建物が造られた例がある。

## 掘立柱建物の基礎のいろいろ
掘立柱建物の基礎のつくり方にはさまざまな事例が確認されている。
1. 穴の底に柱を立てて、掘りだした土をそのまま固めながら埋め戻す。
2. 穴の底に厚板（礎板）を敷いて柱を立て、1のように埋め戻す。
3. 穴の底に握り拳大の石を敷いて柱を立て、同じく埋め戻す。
4. 穴の底に人頭大の石を置いて柱を立て、同じく埋め戻す。
5. 穴の底に柱を立て、石を入れながら、同じく埋め戻す。
6. 2～5の工法を組にして、同じく埋め戻す。
7. 柱下端に凹凸の仕口を設けて横木と接合する。
8. 腕木を柱に差し込む。
9. 横木・腕木を枕木に載せる。
10. 横木・腕木を井桁と交差させて接地面積をさらに拡大する。

2～6のように、板もしくは石を入れるのは特に軟弱地盤における沈下防止のためであり、同じ粒度の石は沈下防止効果が高い。7～10は柱の安定補強を目的としてなされたものであり、充分な根固めもそれに加わった。

## 腐食とその対策
掘立柱建物の柱は、地下水面下に設置しないと酸素の供給によって柱材がきわめて腐食しやすい環境となる。そのため建築基準法施行令第38条6項には、
- 建築物の基礎に木ぐいを使用する場合においては、その木ぐいは、平家建の木造の建築物に使用する場合を除き、常水面下にあるようにしなければならない。

と定めている。
歴史的にみても、上述のように平城京の建物の大部分は礎石を用いない掘立柱建物で、1メートル四方を掘り埋めるケースが多かったとみられる。平城京が都城として機能した約70年間で宮内省大膳職では5回の建て替えが確認されている。なお、現代でも礎石を用いない伊勢神宮の場合は20年ごとの改築がおこなわれている。
今日、歴史的建造物の復元においては、倒壊防止と腐食防止を兼ねてコンクリートで根固めする例も少なくない。